# Bodilus cathedralensis
Bodilus cathedralensis är en skalbaggsart som beskrevs av S. Endrödi 1991. Bodilus cathedralensis ingår i släktet Bodilus och familjen Aphodiidae. Inga underarter finns listade.